# Américo Menéndez
Rodolfo Américo Balbino Menéndez Mena (1888 - 1936) fue un abogado, profesor y periodista, nacido y fallecido en Mérida, Yucatán, México. Hijo del pedagogo e historiador cubano-mexicano Rodolfo Menéndez de la Peña y de Flora Mena.

## Datos biográficos
Cursó sus estudios en el Instituto Literario de Yucatán y en la Escuela Normal de Maestros. Fue agente del ministerio público en los juzgados civiles y penales del estado de Yucatán. Integrante de la Comisión Legislativa creada por Salvador Alvarado a su llegada a Yucatán en 1915 bajo la presidencia de su hermano Rodolfo Menéndez Mena, comisión que tuvo la responsabilidad de proponer y revisar buena parte de la legislación que promulgó Salvador Alvarado en su gobierno revolucionario en Yucatán, entre ellas la ley agraria y las leyes laborales que modificaron jurídicamente la situación de injusticia en el que se encontraban los trabajadores yucatecos, particularmente los campesinos, sometidos a la voluntad entonces omnímoda de los hacendados y de los industriales del henequén que ya habían sido calificados con el apelativo de Casta divina. 
Américo Menéndez fue abogado consultor de Henequeneros de Yucatán. Catedrático  en la Escuela de Industria y Comercio y en la Escuela Normal de Maestros. Fue secretario del Consejo de Educación Pública bajo la presidencia de Manuel Sales Cepeda. Militó en el Partido Liberal Constitucionalista y fue socio fundador del Sindicato Ferrocarrilero Peninsular en 1933.
Colaborador del Diario de Yucatán cuando este rotativo era dirigido por Carlos R. Menéndez. Juan Aragón Osorio publicó, a la muerte de Américo Menéndez, en 1937, un libro  sobre la vida y obra de este, con una colección amplia de sus artículos periodísticos.